# Subilla xylidiophila
Subilla xylidiophila is een kameelhalsvliegensoort uit de familie van de Raphidiidae. De soort komt voor in Griekenland.
Subilla xylidiophila werd voor het eerst wetenschappelijk beschreven door H. Aspöck & U. Aspöck in 1974.